# Gironde-sur-Dropt
Gironde-sur-Dropt är en kommun i departementet Gironde i regionen Nouvelle-Aquitaine i sydvästra Frankrike. Kommunen ligger i kantonen La Réole som tillhör arrondissementet Langon. År 2022 hade Gironde-sur-Dropt 1 340 invånare.

## Befolkningsutveckling
Antalet invånare i kommunen Gironde-sur-Dropt
Referens:INSEE